# 爱德华·吉文斯
小爱德华·加仑·“埃德”·吉文斯（Edward Galen "Ed" Givens Jr，1930年1月5日—1967年6月6日），前美國空軍少校及美国国家航空航天局宇航员。